# Tsutomu Sakamoto
Tsutomu Sakamoto (japanisch 坂本勉; * 3. August 1962 in Nanbu, Aomori) ist ein ehemaliger japanischer Radrennfahrer und nationaler Meister im Radsport.

## Sportliche Laufbahn
Sakamoto war Teilnehmer der Olympischen Sommerspiele 1984 in Los Angeles. Im Sprint gewann er die Bronzemedaille. Sein Endlaufgegner war Philippe Vernet. Im 1000-m-Zeitfahren belegte er beim Sieg von Fredy Schmidtke den 13. Rang.
Bei den Asienspielen 1982 gewann er die Goldmedaillen im Sprint (vor seinem Landsmann Nakatake) und im 1000-Meter-Zeitfahren. 1982 und 1984 war er nationaler Meister im Sprint.